# من جین دو هستم
من جین دو هستم یک فیلم مستند است که به مجادله حقوقی بین چند مادر و سایتی به نام Backpage.com می‌پردازد که به قاچاق دختران نوجوانشان به عنوان برده جنسی اقدام می‌کرده‌است. راوی این فیلم جسیکا چستین (Jessica Chastain)، کارگردان آن مری مازیو (Mary Mazzio) و تهیه‌کنندگان آن مری مازیو و آلک سوکولوو (Alec Sokolow) هستند.
۵۰٪ از سود فروش حاصل از فیلم به سازمان غیردولتی ای اختصاص یافت که به افرادی که از قاچاق انسان رنج برده‌اند، کمک می‌کند.

## داستان
من جین دو هستم داستان چند دختر نوجوان قربانی قاچاق جنسی از بوستون را روایت می‌کند که در بین آن‌ها، دختری ۱۵ ساله از سیاتل و دختری ۱۳ ساله از سنت. لوییز وجود دارند. 
من جین دو هستم، باعث واکنش کنگره آمریکا علیه Backpage و قاچاق آنلاین انسان شد. در این مستند، مصاحبه‌هایی با چند تن از سناتورهای آمریکایی مثل جان مک کین هم پیرامون داستان مستند، انجام شده‌است.